# Großsteingräber bei Dambeck (Bütow)
Die Großsteingräber bei Dambeck sind drei megalithische Grabanlagen der jungsteinzeitlichen Trichterbecherkultur bei Dambeck, einem Ortsteil von Bütow im Landkreis Mecklenburgische Seenplatte (Mecklenburg-Vorpommern). Grab 1 trägt die Sprockhoff-Nummer 444.

## Lage
Grab 1 befindet sich etwa 3 km nordöstlich von Dambeck im Waldstück Glienholz. Die beiden anderen Gräber befinden sich am westlichen Ortsrand und 3,8 km von Grab 1 entfernt in einem Park. Grab 3 befindet sich 30 m nordwestlich von Grab 2. In der näheren Umgebung gibt es mehrere weitere Großsteingräber. 3 km südlich von Grab 1 liegen nah beieinander das Großsteingrab Bollewick, das Großsteingrab Karchow 1 und das Großsteingrab Erlenkamp; etwa 1,7 km südöstlich der Gräber 2 und 3 liegt das Großsteingrab Karchow 2.

## Beschreibung

### Grab 1
Grab 1 besitzt ein ost-westlich orientiertes rechteckiges Hünenbett mit einer Länge von 26 m und einer Breite von 12 m. Eine steinerne Umfassung ist nicht mehr vorhanden. Am östlichen Ende befindet sich eine quer gestellte Grabkammer, bei der es sich um einen Großdolmen handelt. Die Wandsteine sind fast vollständig vorhanden. An den Langseiten stehen jeweils drei Steine, im Osten in situ, im Süden annähernd in situ. Die Schmalseiten besaßen jeweils zwei Abschlusssteine. Im Norden fehlt ein Stein, der zweite ist verschleppt. Von den südlichen Steinen fungierte der östliche als Wandstein. Der kleinere westliche diente hingegen als Schwellenstein am Eingang der Kammer. Von den Decksteinen ist einer ins Innere der Kammer gestürzt und einer nach Süden verschleppt. Der dritte fehlt. Die Grabkammer hat eine Länge von 3 m und eine Breite zwischen 1 m und 1,4 m. Um die Kammer herum liegen zahlreiche kleine Steinplatten, sie stammen vermutlich vom Zwickelmauerwerk und dem Pflaster. Es ist also davon auszugehen, dass die Kammer ausgeraubt wurde.

### Grab 2
Von Grab 2 sind noch mindestens neun Steine der Grabkammer erhalten. Der genaue Typ der Kammer ist nicht bestimmbar.

### Grab 3
Grab 3 besitzt eine Grabkammer, bei der es sich um einen Großdolmen handelt. Sie war ursprünglich von einem Rollsteinhügel ummantelt, dessen Reste noch gut zu erkennen sind. Von der Kammer sind mindestens sieben Steine erhalten.